# TL Bem 558
De TL Bem 558 is een tram voor de Zwitserse stad Lausanne. Deze trams worden tegenwoordig metro genoemd. Het is een voertuig bestemd voor lokaal personenvervoer van de Tramway du Sud-Ouest Lausannois, kortweg TSOL.

## Geschiedenis
Deze voertuigen van de TSOL werden aan het eind van de tachtiger jaren door een samenwerking tussen Ateliers de construction Mechaniques de Vevey, kortweg ACMV, later bekend als Vevey Technologies, te Villeneuve en de Düsseldorfer Waggonfabrik, kortweg Düwag te Düsseldorf ontwikkeld.
De Schweizerische Bundesbahnen (SBB) hebben in de negentiger jaren bij ACMV op basis van de TSOL voertuigen vijf voertuiten als trein van de serie Bem 550 laten bouwen. Men heeft niet gewacht tot de SBB trein van de serie Bem 550 beschikbaar kwamen. Er is gekozen om 10 casco’s (voor vijf voertuigen) bij Bombardier Transportation te Villeneuve laten maken en vervolgens zelf de eindmontage in de busremise in Lausanne te doen.

## Constructie en techniek
Het tweedelige voertuig is in feite een tram, die ook als trein en metro wordt ingezet en geen lagevloer heeft. Voor het rangeren op plaatsen zonder bovenleiding wordt gebruikgemaakt van een dieselmotor met aangekoppelde dynamo.

## Treindienst
De TSOL gebruikt deze treinstellen voor het traject:
- Lausanne Flon - Renens

## Foto's

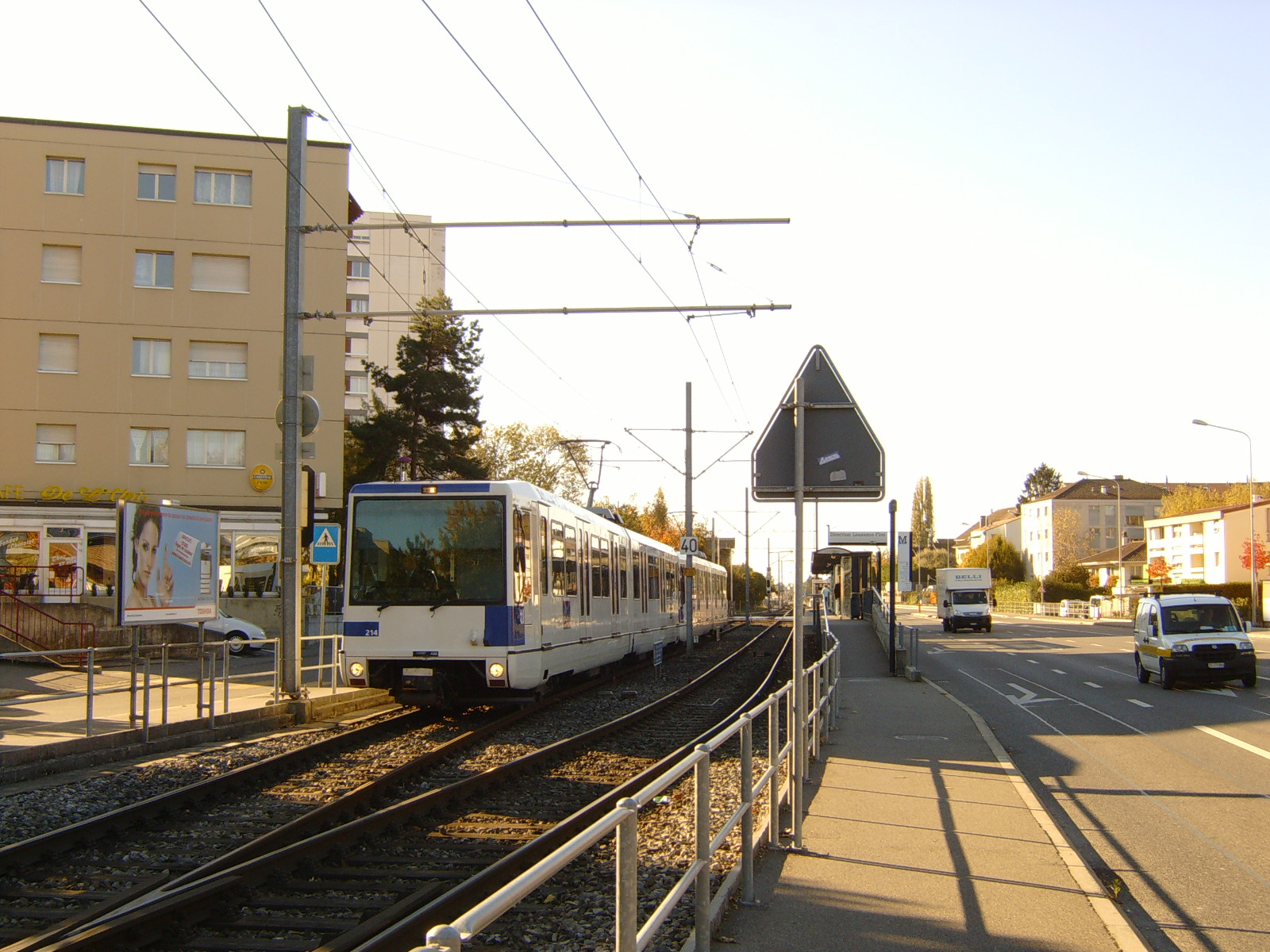
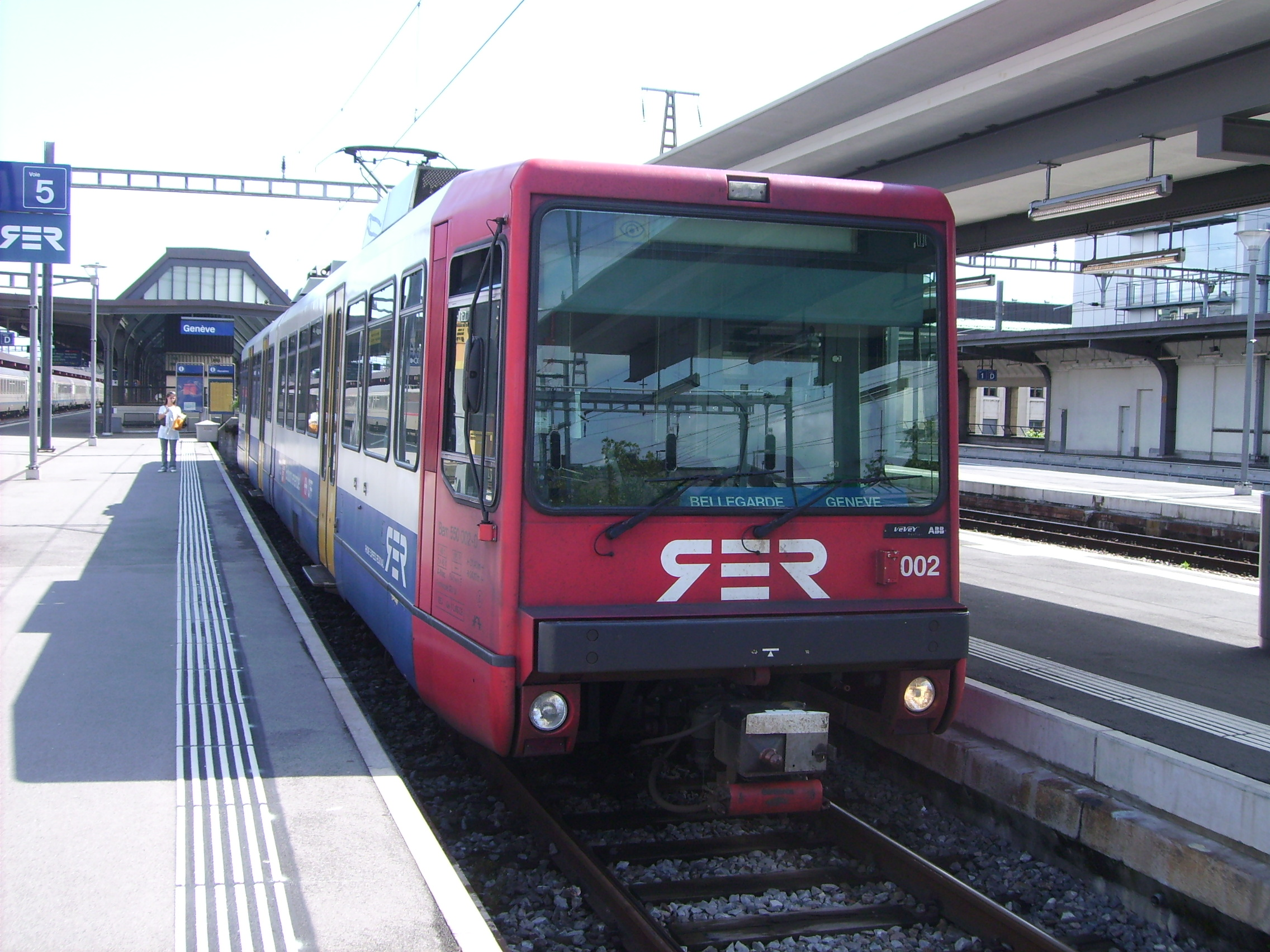
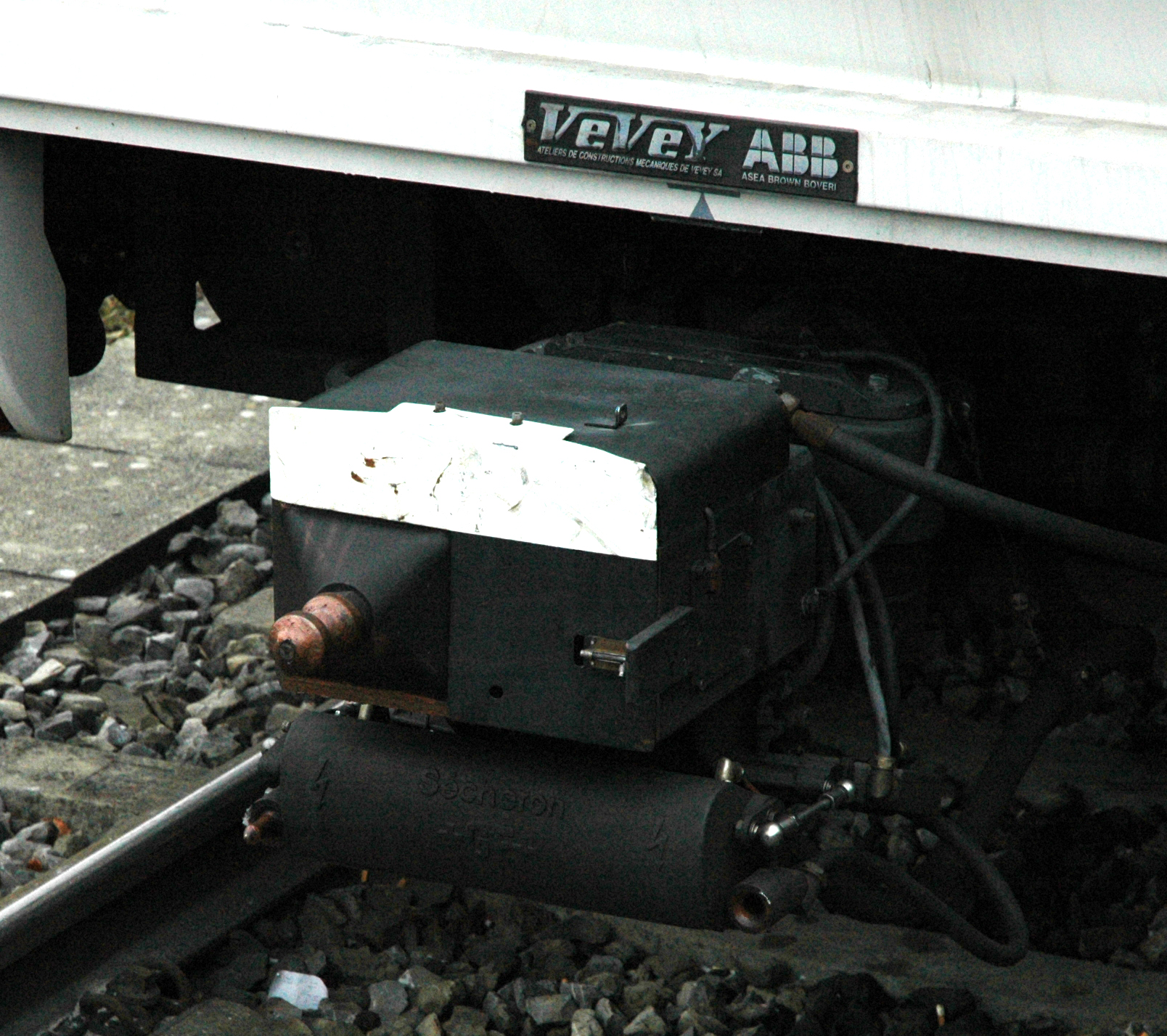